# Чемпіонат Польщі з гандболу серед жінок: Суперліга
Чемпіонат Польщі з гандболу серед жінок (пол. Superliga polska w piłce ręcznej kobiet) — найвища жіноча гандбольна ліга Польщі.  Змагання відбуваються циклічно (щосезону, який триває близько дев'яти місяців), за коловою системою. Переможець стає чемпіоном Польщі, а найслабші команди вилітають до 1-ї польської ліги. Команди, які лідирують у фінальному етапі кожного сезону, отримують право виступати в Єврокубках наступного сезону: Лізі чемпіонів, Кубку володарів кубків, Кубку ЄГФ, Кубку Виклику ЄГФ.

## Історія
Рішення про проведення чемпіонату Польщі з гандболу 7 на 7 серед жіночих команд за роз’їздною системою було прийнято в 1956 році, і в 1956—1957 рр. було проведення перший сезон, переможцем якого став клуб «Крако́вія» (Краків). До сезону 2018/2019 включно іграми керувала Федерація гандболу Польщі. Станом на кінець сезону 2021/2022 Найбільша кількість титулів в активі «MKS FunFloor Perła» з міста Любін — 22 рази вони ставали чемпіонками Польщі.  Протягом історії кілька разів змінювались як назва турніру: спочатку 1-ша ліга, потім Екстракласа, з 2010 року — Суперліга. Формат також зазнавав змін: проведення чемпіонату в один етап, розподіл на групу чемпіонства та групу вильоту, кількаетаппний чемпіонат з плей-оф. Кількість команд, які брали участь у змаганнях, також змінювалася від 6 до 12.
У сезонах 2010/2011—2022/2023 титульним спонсором чемпіонатів була PGNiG (Polskie Górnictwo Naftowe i Gazownictwo, з пол. Польська нафтова і газова компанія), що було відображено в офіційній назві турніру PGNiG Superliga Kobiet.
У сезоні 2016/2017 етап плей-оф замінили поділом на дві групи по 6 команд. Перша група змагалась за призові місця, а команди, які за підсумками попереднього етапу зайняли з 7 по 12 місце боролись за перебуваннія в Екстракласі в наступному сезоні.
У 2019 році PGNiG спільно з ТзОВ «Superliga» було прийнято рішення про створення професійної ліги. Згодом Гандбольна асоціація Польщі довірила управління лігою ТзОВ «Superliga». З сезону 2019/2020 матчі проводяться за участю 8-и команд за чотириколовою системою, без етапу плей-оф — кожна пара команд проводить по два матчі, вдома та на виїзді. Команда, яка за підсумком сезону посіла останнє місце потрапляє до 1-ї ліги.
У сезоні 2022/2023 формат чемпіонату розширено з 8 до 10 команд-учасниць, додаткові ліцензії на участь у PGNiG жіночій Суперлізі було надано львівському гандбольному клубу «Галичанка» та клубу «KPR Ruch Chorzow» з міста Хожув. Домашні матчі львів'янки проводили в спортивно-відпочинковому комплексі в місті Маркі Варшавської агломерації.
З сезону 2023/2024 титульним спонсором чемпіонатів стало акціонерне товариство «Orlen», що займається нафтопереробкою та дистрибуцією паливно-мастильних матеріалів.

## Особливості
На відміну від актуальних регламентів більшості національних чемпіонатів з гандболу, чинний регламент проведення польської жіночої Суперліги передбачає наступне нарахування очок в турнірних таблицях:
- за перемогу в основний час гри — 3 очки;
- за перемогу після серії післяматчевих штрафних кидків — 2 очки;
- за поразку, якщо гра завершилась в основний час — нуль балів;
- за поразку внаслідок серії післяматчевих штрафних кидків — 1 очко;
- технічна перемога — 3 очки у турнірній таблиці та рахунок у матчі 10:0 на користь команди-переможниці.

## Призери
| Сезон     | Золото                               | Срібло                               | Бронза                               |
| --------- | ------------------------------------ | ------------------------------------ | ------------------------------------ |
| 1956/1957 | «Краковія» Краків                    | «Сталь» Хожув                        | «Сосніца Гливіце»                    |
| 1957/1958 | «Краковія» Краків                    | «Будовлані Ґоґолін»                  | «Вибжеже» Гданськ                    |
| 1958/1959 | «AZS-AWF Катовіце»                   | «Краковія» Краків                    | «Влукняж Лончник»                    |
| 1959/1960 | «Краковія» Краків                    | «AKS Хожув»                          | «Рух Хожув»                          |
| 1960/1961 | «Краковія» Краків                    | «Рух Хожув»                          | «AZS-AWF Катовіце»                   |
| 1961/1962 | «Рух Хожув»                          | «Краковія» Краків                    | «AZS Варшава»                        |
| 1962/1963 | «Рух Хожув»                          | «Краковія» Краків                    | «AZS Варшава»                        |
| 1963/1964 | «Рух Хожув»                          | «Сосніца Гливіце»                    | «Старт Гданськ»                      |
| 1964/1965 | «Сосніца Гливіце»                    | «Краковія» Краків                    | «Рух Хожув»                          |
| 1965/1966 | «Сосніца Гливіце»                    | «Рух Хожув»                          | «Краковія» Краків                    |
| 1966/1967 | «Краковія» Краків                    | «Сосніца Гливіце»                    | «AZS Вроцлав»                        |
| 1967/1968 | «AZS Вроцлав»                        | «Краковія» Краків                    | «Азоти Хожув»                        |
| 1968/1969 | «AZS Вроцлав»                        | «Краковія» Краків                    | «Азоти Хожув»                        |
| 1969/1970 | «Отмент» Крапковіце                  | «Краковія» Краків                    | «Сосніца Гливіце»                    |
| 1970/1971 | «Отмент» Крапковіце                  | «Погонь Щецін»                       | «Сосніца Гливіце»                    |
| 1971/1972 | «Сосніца Гливіце»                    | «Отмент» Крапковіце                  | «AZS Вроцлав»                        |
| 1972/1973 | «Рух Хожув»                          | «AZS Вроцлав»                        | «Отмент» Крапковіце                  |
| 1973/1974 | «Рух Хожув»                          | «AZS Вроцлав»                        | «Отмент» Крапковіце                  |
| 1974/1975 | «Рух Хожув»                          | «AZS Вроцлав»                        | «Скра Варшава»                       |
| 1975/1976 | «AZS Вроцлав»                        | «Рух Хожув»                          | «Скра Варшава»                       |
| 1976/1977 | «Рух Хожув»                          | «Скра Варшава»                       | «AZS Вроцлав»                        |
| 1977/1978 | «Рух Хожув»                          | «Скра Варшава»                       | «AZS Вроцлав»                        |
| 1978/1979 | «AZS Вроцлав»                        | «Рух Хожув»                          | «Скра Варшава»                       |
| 1979/1980 | «Рух Хожув»                          | «AZS Вроцлав»                        | «AKS Хожув»                          |
| 1980/1981 | «AKS Хожув»                          | «AZS-AWF Катовіце»                   | «AZS Вроцлав»                        |
| 1981/1982 | «AKS Хожув»                          | «AZS Вроцлав»                        | «Рух Хожув»                          |
| 1982/1983 | «Погонь Щецін»                       | «AZS-AWF Катовіце»                   | «AZS Вроцлав»                        |
| 1983/1984 | «AZS Вроцлав»                        | «Погонь Щецін»                       | «Краковія» Краків                    |
| 1984/1985 | «Краковія» Краків                    | «Скра Варшава»                       | «Погонь Щецін»                       |
| 1985/1986 | «Погонь Щецін»                       | «Краковія» Краків                    | «Шленза» Вроцлав                     |
| 1986/1987 | «Краковія» Краків                    | «AZS Вроцлав»                        | «Погонь Щецін»                       |
| 1987/1988 | «AKS Хожув»                          | «Краковія» Краків                    | «Старт Гданськ»                      |
| 1988/1989 | «AZS Вроцлав»                        | «Погонь Щецін»                       | «Краковія» Краків                    |
| 1989/1990 | «AZS Вроцлав»                        | «Погонь Щецін»                       | «Пйотрковія» Пйотркув-Трибунальський |
| 1990/1991 | «Погонь Щецін»                       | «Старт Ельблонг»                     | «AKS Хожув»                          |
| 1991/1992 | «Старт Ельблонг»                     | «AZS Вроцлав»                        | «Пйотрковія» Пйотркув-Трибунальський |
| 1992/1993 | «Пйотрковія» Пйотркув-Трибунальський | «AZS Вроцлав»                        | «Старт Ельблонг»                     |
| 1993/1994 | «Старт Ельблонг»                     | «Пйотрковія» Пйотркув-Трибунальський | «Сосніца Гливіце»                    |
| 1994/1995 | «MKS FunFloor Perła» Люблін          | «Заглембє» Любін                     | «Пйотрковія» Пйотркув-Трибунальський |
| 1995/1996 | «MKS FunFloor Perła» Люблін          | «Сосніца Гливіце»                    | «Заглембє» Любін                     |
| 1996/1997 | «MKS FunFloor Perła» Люблін          | «Старт Ельблонг»                     | ГК «Ярослав»                         |
| 1997/1998 | «MKS FunFloor Perła» Люблін          | «Пйотрковія» Пйотркув-Трибунальський | «Старт Ельблонг»                     |
| 1998/1999 | «MKS FunFloor Perła» Люблін          | «Сосніца Гливіце»                    | «Старт Ельблонг»                     |
| 1999/2000 | «MKS FunFloor Perła» Люблін          | «Заглембє» Любін                     | «Старт Ельблонг»                     |
| 2000/2001 | «MKS FunFloor Perła» Люблін          | «Сосніца Гливіце»                    | «Заглембє» Любін                     |
| 2001/2002 | «Lubella Montex» Любін               | «Заглембє» Любін                     | «AZS-AWFiS» Гданськ                  |
| 2002/2003 | «Pol-Skone» Любін                    | «Пйотрковія» Пйотркув-Трибунальський | «AZS-AWFiS» Гданськ                  |
| 2003/2004 | «Nata-AZS-AWFiS» Гданськ             | «Bystrzyca» Любін                    | «Vitaral Jelfa» Єленя-Гура           |
| 2004/2005 | «SPR Safo» Любін                     | «Nata-AZS-AWFiS» Гданськ             | «Vitaral Jelfa» Єленя-Гура           |
| 2005/2006 | «SPR ICom» Любін                     | «Заглембє» Любін                     | «AZS-AWFiS» Гданськ                  |
| 2006/2007 | «SPR Safo ICom» Любін                | «Пйотрковія» Пйотркув-Трибунальський | «Заглембє» Любін                     |
| 2007/2008 | «SPR Safo» Любін                     | «AZS-AWFiS» Гданськ                  | «Заглембє» Любін                     |
| 2008/2009 | «SPR Asseco» Любін                   | «Заглембє» Любін                     | «Пйотрковія» Пйотркув-Трибунальський |
| 2009/2010 | «SPR Safo» Любін                     | «Заглембє» Любін                     | «Arka Gdynia» Гдиня                  |
| 2010/2011 | «Заглембє» Любін                     | «SPR AZS Pol» Любін                  | «Arka Gdynia» Гдиня                  |
| 2011/2012 | «Arka Gdynia» Гдиня                  | «Заглембє» Любін                     | «SPR Safo» Любін                     |
| 2012/2013 | «SPR Safo» Любін                     | «Заглембє» Любін                     | «Energa AZS» Кошалін                 |
| 2013/2014 | «MKS Selgros» Любін                  | «Заглембє» Любін                     | «Arka Gdynia» Гдиня                  |
| 2014/2015 | «MKS Selgros» Любін                  | «Arka Gdynia» Гдиня                  | «Погонь Щецін»                       |
| 2015/2016 | «MKS Selgros» Любін                  | «Погонь Щецін»                       | «Arka Gdynia» Гдиня                  |
| 2016/2017 | «Arka Vistral Gdynia» Гдиня          | «Заглембє» Любін                     | «Старт Ельблонг»                     |
| 2017/2018 | «MKS FunFloor Perła» Люблін          | «Заглембє» Любін                     | «Energa AZS» Кошалін                 |
| 2018/2019 | «MKS FunFloor Perła» Люблін          | «Заглембє» Любін                     | «Energa AZS» Кошалін                 |
| 2019/2020 | «MKS FunFloor Perła» Люблін          | «Заглембє» Любін                     | ГК гміни Кобежиці                    |
| 2020/2021 | «Заглембє» Любін                     | ГК гміни Кобежиці                    | «MKS FunFloor Perła» Люблін          |
| 2021/2022 | «Заглембє» Любін                     | «MKS FunFloor Perła» Люблін          | ГК гміни Кобежиці                    |
| 2022/2023 | «Заглембє» Любін                     | «MKS FunFloor Perła» Люблін          | ГК гміни Кобежиці                    |
| 2023/2024 | «Заглембє» Любін                     | ГК гміни Кобежиці                    | «MKS FunFloor Perła» Люблін          |
| 2024/2025 | «Заглембє» Любін                     | «MKS FunFloor» Люблін                | ГК гміни Кобежиці                    |